# Кузьмин, Николай Васильевич (художник, 1938)

## Биография
Николай Васильевич Кузьмин (англ. Nikolai Vasilievich Kuzmin, фр. Nikolaï Vassiliévitch Kouzmine) — художник русского происхождения, родился в 1938 году в Талынском Вачского района Нижегородской области. После учёбы в Школе изобразительных искусств в Павлово-на-Оке, недалеко от его родного города, он поступил в Строгановскую художественно-промышленную академию в Москве, которую окончил в 1970 году. В 1991 году вступил в Союз художников СССР, который в 1992 году стал Союзом художников России.
Художник много путешествует; он побывал в разных странах Западной Европе, организовывая выставки своих работ, особенным его вниманием пользуется Франция. Там его работы можно увидеть в галерее Матье Дюбука, в Рюе-Мальмезон, недалеко от парижского района Дефанс.
Французы тепло встречают его выставки в галереях, музеях и на художественных ярмарках, таких как «Ар Капиталь» или «Воспоминая Коро» в Париже и его окрестностях: художник несколько лет участвовал в ежегодном Салоне графики и пластической живописи в парижском Гран Пале и в парижском эфемерном Большом дворце. Каждый год с 2022 года также на выставке «Ар Капиталь» в рамках парижского эфемерного Большого дворца и парижского Гран Пале, Николай Кузьмин принимал участие в ежегодном Салоне «Сравнениях» с группами живописцев «Ut Pictura Poesis» и «Неизбежной фигурацией» (членом которих он является), под руководством художницы Кароль Мэльму (Carole Melmoux).
Николай Кузьмин также регулярно выставляется в России, в частности, вместе с Московским союзом художников, членом которого он является. В 2024 году Николай Кузьмин стал почетным членом Российской академии художеств.

## Работа
Техника, наиболее используемая Николаем Кузьминым, — это масляная живопись на холсте, нанесённая ножом.
Картины Николая Кузьмина окрашены импрессионизмом, экспрессионизмом и фовизмом, а на его живопись сильно повлияли воспоминания детства.
Московская архитектура — лейтмотив работ Николая Кузьмина. В его картинах часто запечатлены пейзажи, которыми он любовался во время своих путешествий, например, на остров Корчула, Хорвати.
Сюжеты картин Николая Кузьмина разнообразны.